# Stary Kostrzynek
Stary Kostrzynek [ˈstarɨ kɔsˈtʂɨnɛk] (tiếng Đức: Altcüstrinchen) là một ngôi làng thuộc khu hành chính của Gmina Cedynia, thuộc quận Gryfino, West Pomeranian Voivodeship, ở phía tây bắc Ba Lan, gần biên giới Đức. Nó nằm khoảng 8 kilômét (5 mi)  phía nam Cedynia, 53 km (33 mi) về phía tây nam Gryfino và 73 km (45 mi) về phía tây nam của thủ đô khu vực Szczecin. Stary Kostrzynek là điểm cực tây ở Ba Lan.

Trước năm 1945, khu vực này là một phần của Brandenburg (Vùng Frankfurt) thuộc Phổ, Đức. Để biết thêm về lịch sử của khu vực, xem Tháng ba mới. 
1. ↑  "Central Statistical Office (GUS) - TERYT (National Register of Territorial Land Apportionment Journal)" (bằng tiếng Ba Lan). ngày 1 tháng 6 năm 2008.